# Échallon
Échallon est une commune française, située dans le département de l'Ain en région Auvergne-Rhône-Alpes.

## Géographie

### Situation et description
La commune d'Échallon est située dans l'Ain, à 1 h 15 de route au nord de Lyon et à une heure de route à l'ouest de Genève. L'altitude du chef-lieu est de 800 mètres.
Le territoire communal, situé entre 500  et   1 100 mètres d'altitude, est délimité par les communes  de Belleydoux, Giron, Saint-Germain-de-Joux, Plagne, Charix, Oyonnax, Arbent et Viry.
Bien que le nom de la commune soit « Échallon », aucun des quelque 17 hameaux qui la composent ne porte ce nom. Le chef-lieu de la commune est le hameau de Miribel, dans lequel se situe la mairie. Les autres hameaux sont la Pallud, le Caquet, la Pendue, le Crêt, le Favillon, les Essarts, le Bugnon, le Reverjoux, les Étrets, la Fluaz, le Sermet, la Côte Drued, l'Éculaz, le Montarquis...
La partie est du lac Genin est situé sur le territoire de la commune.

### Communes limitrophes
| Oyonnax | Viry (Jura)                    | Belleydoux |
|         | Échallon                       | Giron      |
| Plagne  | Saint-Germain-de-Joux , Charix |            |

### Climat
Pour des articles plus généraux, voir Climat d'Auvergne-Rhône-Alpes et Climat de l'Ain.
En 2010, le climat de la commune est de type climat de montagne, selon une étude du CNRS s'appuyant sur une série de données couvrant la période 1971-2000. En 2020, Météo-France publie une typologie des climats de la France métropolitaine dans laquelle la commune est exposée à un climat de montagne ou de marges de montagne et est dans la région climatique Jura, caractérisée par une forte pluviométrie en toutes saisons (1 000 à 1 500 mm/an), des hivers rigoureux et un ensoleillement médiocre.
Pour la période 1971-2000, la température annuelle moyenne est de 8,8 °C, avec une amplitude thermique annuelle de 17 °C. Le cumul annuel moyen de précipitations est de 1 771 mm, avec 12,5 jours de précipitations en janvier et 9,6 jours en juillet. Pour la période 1991-2020, la température moyenne annuelle observée sur la station météorologique de Météo-France la plus proche, sur la commune de Giron à 3 km à vol d'oiseau, est de 8,4 °C et le cumul annuel moyen de précipitations est de 1 672,4 mm,. Pour l'avenir, les paramètres climatiques de la commune estimés pour 2050 selon différents scénarios d'émission de gaz à effet de serre sont consultables sur un site dédié publié par Météo-France en novembre 2022.

## Urbanisme

### Typologie
Au 1er janvier 2024, Échallon est catégorisée commune rurale à habitat dispersé, selon la nouvelle grille communale de densité à 7 niveaux définie par l'Insee en 2022.
Elle est située hors unité urbaine. Par ailleurs la commune fait partie de l'aire d'attraction d'Oyonnax, dont elle est une commune de la couronne,. Cette aire, qui regroupe 40 communes, est catégorisée dans les aires de 50 000 à moins de 200 000 habitants,.

### Occupation des sols
L'occupation des sols de la commune, telle qu'elle ressort de la base de données européenne d’occupation biophysique des sols Corine Land Cover (CLC), est marquée par l'importance des forêts et milieux semi-naturels (80,2 % en 2018), une proportion sensiblement équivalente à celle de 1990 (79,6 %). La répartition détaillée en 2018 est la suivante : 
forêts (75,1 %), prairies (16,1 %), milieux à végétation arbustive et/ou herbacée (5,1 %), zones urbanisées (2,7 %), zones agricoles hétérogènes (1 %).
L'évolution de l’occupation des sols de la commune et de ses infrastructures peut être observée sur les différentes représentations cartographiques du territoire : la carte de Cassini (XVIIIe siècle), la carte d'état-major (1820-1866) et les cartes ou photos aériennes de l'IGN pour la période actuelle (1950 à aujourd'hui).

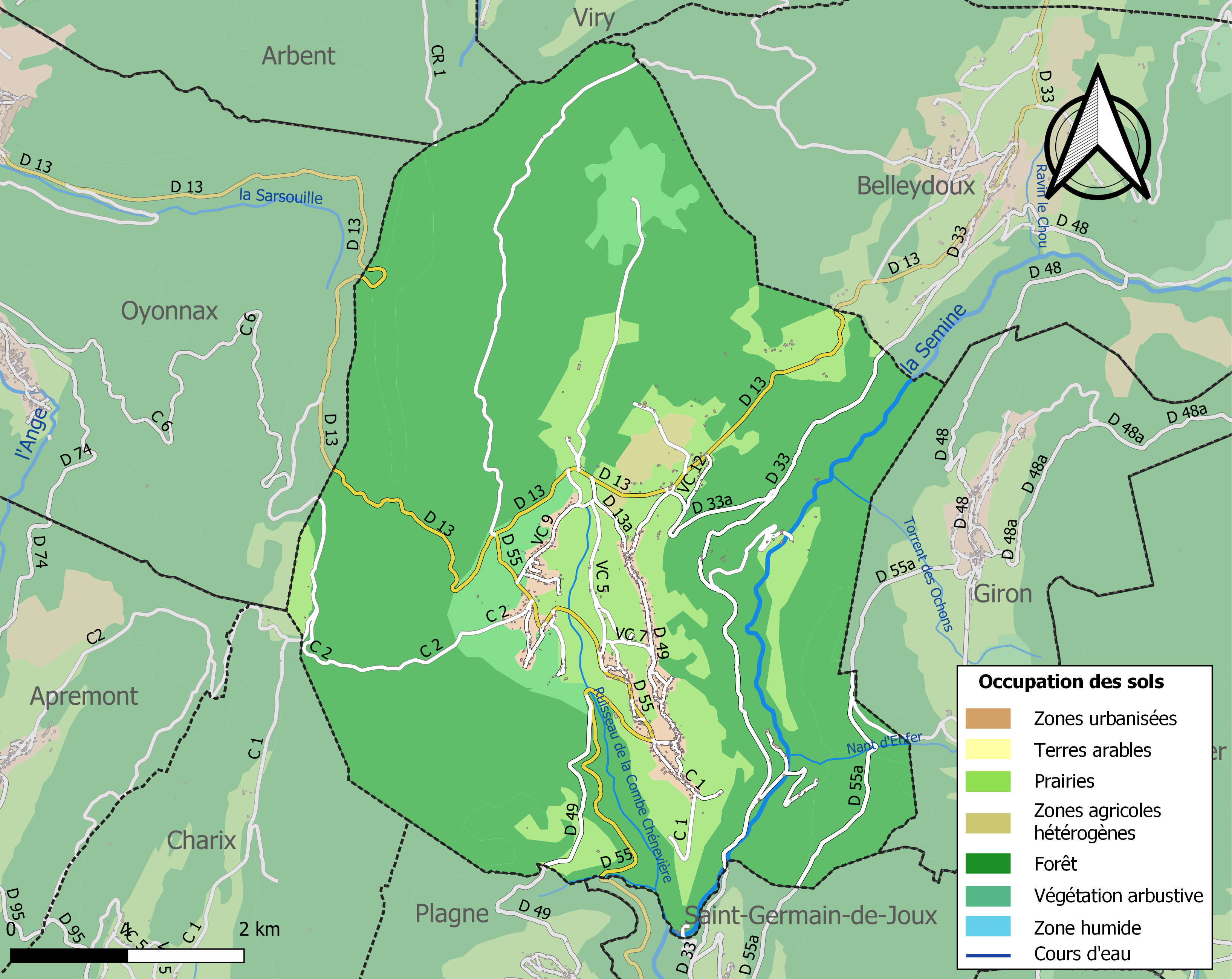
Carte des infrastructures et de l'occupation des sols de la commune en 2018 (CLC).

## Histoire

### Moyen Âge
En 930, les terres d'Échallon sont données par Albitius, comte de Genève à l'abbaye de Nantua.
En 1159, le prieur de Nantua établit les limites entre la paroisse d'Échallon et les terres de l'abbaye de Saint-Claude (Jura).
En 1230, les querelles entre Étienne Ier, sire de Thoire et le prieur de Nantua Humbert de Mornay, entraînent prises, pillages et incendies dans les paroisses d'Échallon et Nantua.
En 1303, le prieur de Nantua établit un traité frappant de redevances les habitants de la paroisse d'Échallon.
En 1460, et après de nombreux désaccords relatifs au traité de 1303, Belleydoux et Échallon reconnaissent tous les droits du prieur de Nantua. 
À cette période, Belleydoux (et son hameau Gobet) se séparent d'Échallon, les limites entre les deux paroisses sont toutefois mal définies.

### AuXVIIesiècle
En 1608, la mainmorte est supprimée pour les paroisses dépendant de l'abbaye de Nantua.
En 1617, le cadastre (alors appelé terrier) est rénové.
Le 14 juillet 1681, les limites définitives entre Belleydoux et Échallon sont fixées.
En 1668, frappée par la guerre de Dévolution, la population d'Échallon n'est plus que de 70 habitants.
En 1692, dans le cadre du partage entre le prieur de l'abbaye de Nantua et les religieux du monastère, les châtellenies de Saint-Germain-de-Joux et d'Échallon sont données au chapitre.

### AuXXesiècle
En 1944, le 1er août, la Prairie d'Échallon est, en plein jour le théâtre d'un parachutage d'armes et de munitions par les forces alliées. 300  à   400 tonnes de matériels sont larguées à partir de 15 h 30-16 h par trois vagues successives de 12 forteresses volantes Boeing B-17 escortées par 4 groupes de 4 chasseurs P-51 Mustang (au rayon d'action étendu par des réservoirs supplémentaires largables). Ces livraisons ont été rendues possibles par la présence de longue date de l’agent du Special Operations Executive (SOE) Richard Heslop (nom de code Xavier), qui rencontre et collabore avec le chef de la Résistance locale Romans-Petit. Cet évènement fait l'objet d'un récit par l'agent américain de SOE, Denis Owen Jonhson dit "Paul" acteur de ce parachutage en plein jour au musée départemental d'histoire de la résistance et de la déportation de l'Ain et du Haut-Jura à Nantua.

## Toponymie

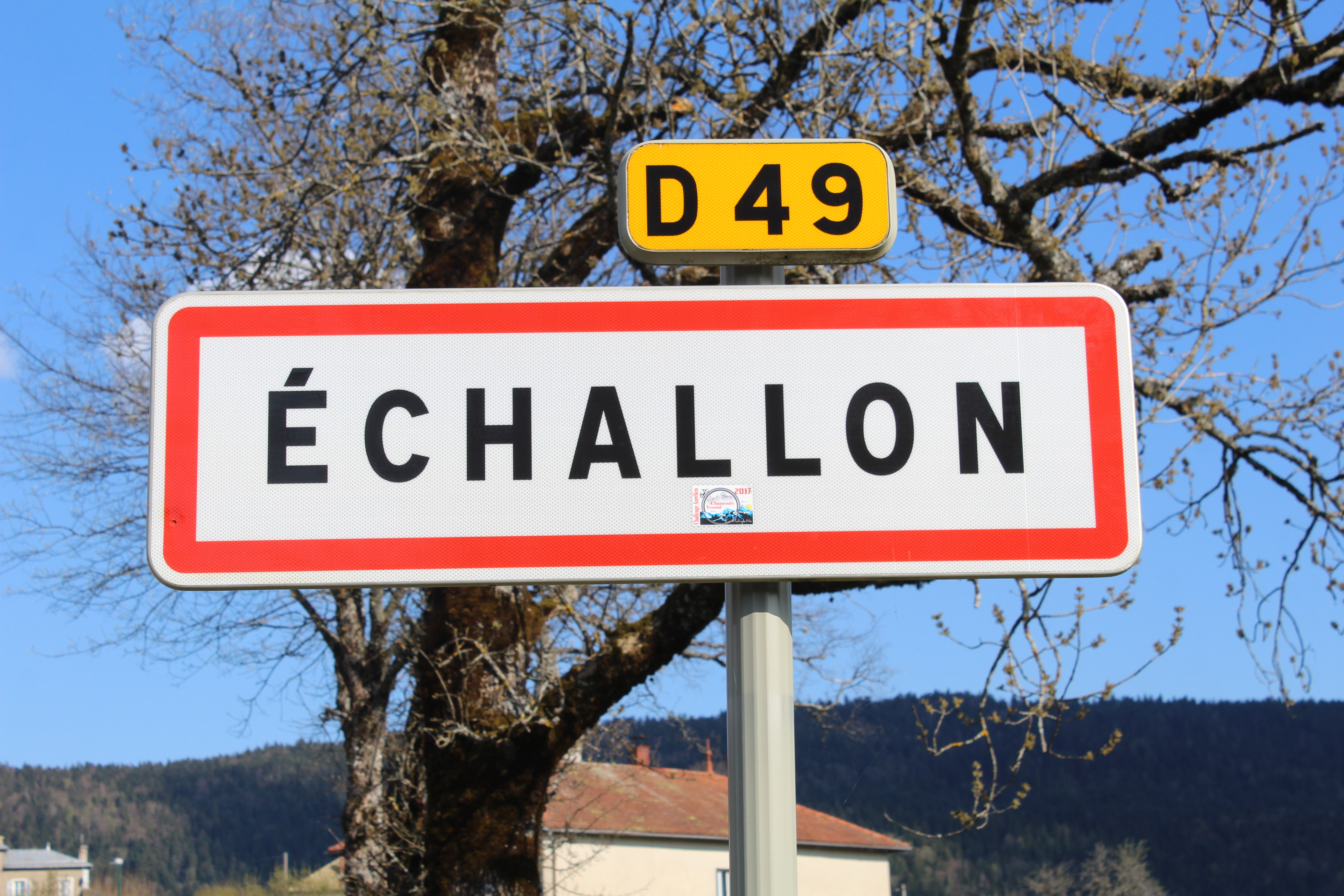
Panneau d'entrée.

Durant la Révolution française, la commune prend temporairement le nom de La Montagne.
Échallon est issu de l'ancien français escaillon signifiant échelle. « On a appelé de ce nom un lieu escarpé où l’on ne peut aborder que par des degrés taillés dans la pierre ».

## Politique et administration

### Découpage territorial
La commune d'Échallon est membre de l'intercommunalité Haut-Bugey Agglomération, un établissement public de coopération intercommunale (EPCI) à fiscalité propre créé le 1er janvier 2014 dont le siège est à Oyonnax. Ce dernier est par ailleurs membre d'autres groupements intercommunaux.
Sur le plan administratif, elle est rattachée à l'arrondissement de Nantua, au département de l'Ain et à la région Auvergne-Rhône-Alpes. Sur le plan électoral, elle dépend du  canton de Nantua pour l'élection des conseillers départementaux, depuis le redécoupage cantonal de 2014 entré en vigueur en 2015, et de la cinquième circonscription de l'Ain  pour les élections législatives, depuis le dernier découpage électoral de 2010.

### Administration municipale
| Période                                  | Période  | Identité                       | Étiquette | Qualité                                                                 |
| ---------------------------------------- | -------- | ------------------------------ | --------- | ----------------------------------------------------------------------- |
| 1945                                     | 1965     | Eugène-Émile Tournier-Colletta |           |                                                                         |
| 1965                                     | 1983     | Fernand Humbert                |           |                                                                         |
| 1983                                     | 1995     | Raymond Neyron                 |           |                                                                         |
| 1995                                     | 2008     | Louis Adobati                  |           | Réélu en 2001                                                           |
| 2008                                     | 2023     | Daniel Savoye                  | SE        | Retraité - Réélu en 2014 et 2020, démissionnaire en 2023                |
| 2023                                     | En cours | Thierry Pernod                 | SE        | Retraité - Conseiller municipal de 2001 à 2008 - Adjoint de 2008 à 2023 |
| Les données manquantes sont à compléter. |          |                                |           |                                                                         |

## Démographie
L'évolution du nombre d'habitants est connue à travers les recensements de la population effectués dans la commune depuis 1793. Pour les communes de moins de 10 000 habitants, une enquête de recensement portant sur toute la population est réalisée tous les cinq ans, les populations de référence des années intermédiaires étant quant à elles estimées par interpolation ou extrapolation. Pour la commune, le premier recensement exhaustif entrant dans le cadre du nouveau dispositif a été réalisé en 2006.
En 2022, la commune comptait 774 habitants, en évolution de +1,84 % par rapport à 2016 (Ain : +5,15 %, France hors Mayotte : +2,11 %).
| 1793  | 1800  | 1806  | 1821  | 1831  | 1836  | 1841  | 1846  | 1851  |
| ----- | ----- | ----- | ----- | ----- | ----- | ----- | ----- | ----- |
| 1 140 | 1 334 | 1 374 | 1 154 | 1 425 | 1 427 | 1 483 | 1 507 | 1 370 |

| 1856  | 1861  | 1866  | 1872  | 1876  | 1881  | 1886  | 1891 | 1896 |
| ----- | ----- | ----- | ----- | ----- | ----- | ----- | ---- | ---- |
| 1 302 | 1 247 | 1 198 | 1 101 | 1 181 | 1 091 | 1 057 | 955  | 888  |

| 1901 | 1906 | 1911 | 1921 | 1926 | 1931 | 1936 | 1946 | 1954 |
| ---- | ---- | ---- | ---- | ---- | ---- | ---- | ---- | ---- |
| 846  | 776  | 712  | 546  | 553  | 552  | 502  | 468  | 419  |

| 1962 | 1968 | 1975 | 1982 | 1990 | 1999 | 2006 | 2011 | 2016 |
| ---- | ---- | ---- | ---- | ---- | ---- | ---- | ---- | ---- |
| 427  | 410  | 423  | 462  | 550  | 663  | 760  | 770  | 760  |

| 2021 | 2022 | - | - | - | - | - | - | - |
| ---- | ---- | - | - | - | - | - | - | - |
| 765  | 774  | - | - | - | - | - | - | - |

## Économie
La commune d'Échallon bénéficie essentiellement d'activités liées aux forêts recouvrant les ⅔ de la surface de la commune. Des scieries, toujours en activité, exploitent cette ressource, notamment le long de la Semine, rivière affluent de la Valserine.

## Culture locale et patrimoine

### Lieux et monuments

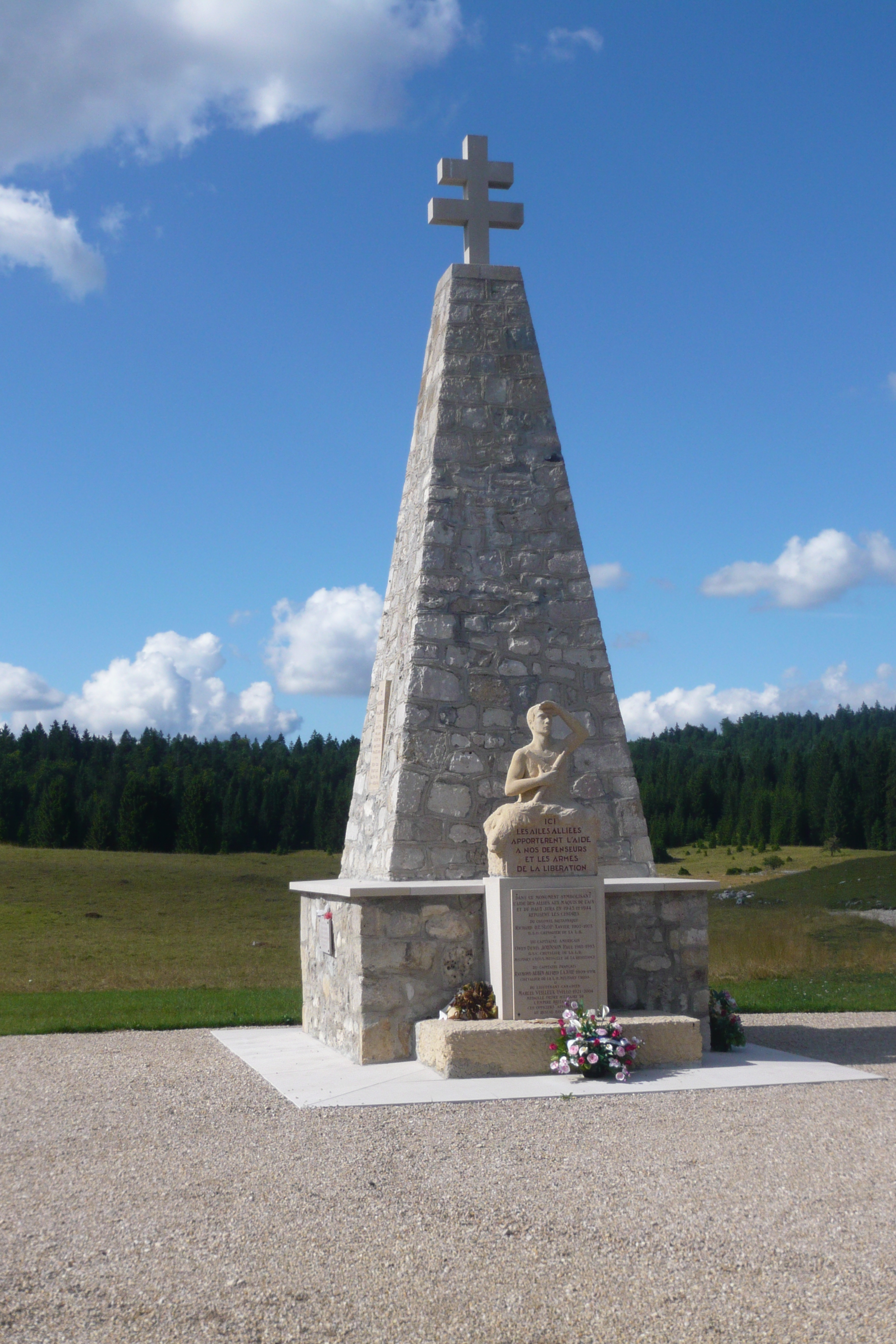
Monument aux Ailes Alliées.

| Monuments                  | Date | Lieux              | Descriptions                                                                                               |
| -------------------------- | ---- | ------------------ | --- |
| Église Saint-Maurice       | 1865 | Miribel            | Église néoclassique par Pierre Bossan (l'architecte de la basilique Notre-Dame de Fourvière)               |
| Monument aux Ailes Alliées | 1947 | Prairie d'Échallon | Édifice de 7,5 mètres surmonté d'une croix de Lorraine. Cérémonie commémorative le 1er dimanche de juillet |

### Patrimoine naturel
- Site classé du lac Genin (dont une petite partie se trouve sur la commune).

Le village se situe en limite du parc naturel régional du Haut-Jura.

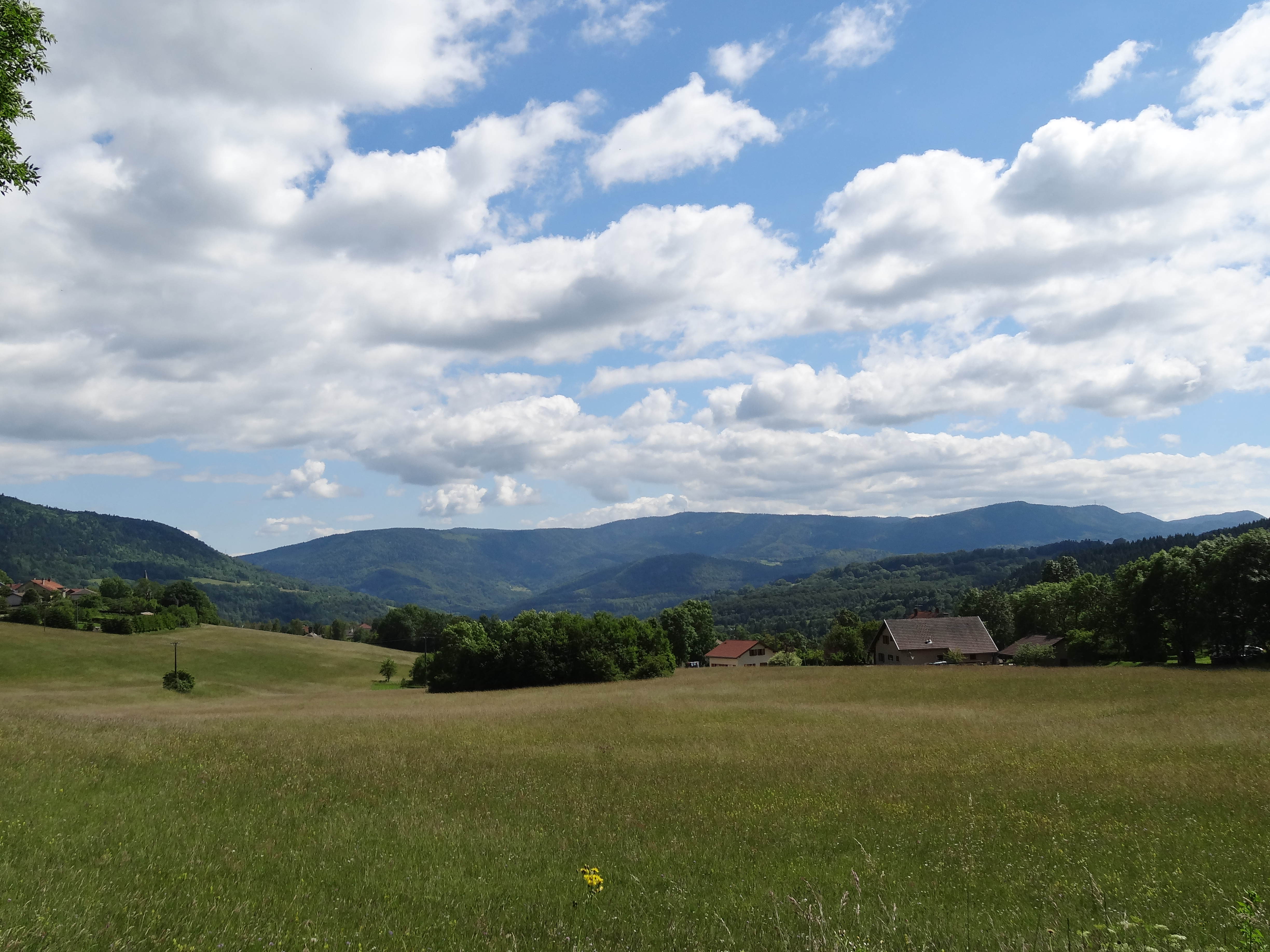
Paysage d'Échallon et de la vallée alentour.

### Personnalités liées à la commune
- Anthoine Brunet, sieur de Péron (Oyonnax vers 1600 - Montanges 1639), capitaine d'un corps-franc bugiste d'Échallon lors de la guerre de Dix Ans (1634 - 1644). Jusqu'il y a peu, la mémoire collective se souvenait de lui comme du "brave capitaine Brunet" ; son prénom, ainsi que ses origines géographiques, familiales et sociales, viennent seulement d'être redécouvertes[23].
- François-Joseph Aymard (Échallon 6/12/1773 - Nancy 4/09/1842), héros des guerres napoléoniennes.
- Émile Tournier-Coletta (1887 - 1976), ancien maire et résistant des maquis de l'Ain.
- Charles Bletel (Paris 20/02/1920 - Échallon 14/07/1944), résistant, chef de groupe des Maquis de l'Ain.

#### Special Operations Executive
Les agents du Special Operations Executive, venus aider le Maquis de l'Ain et du Haut Jura en 1943 et 1944, et dont les cendres reposent dans le monument symbolisant l'aide des Alliés :
- le colonel britannique Richard Heslop « Xavier » (1907 - 1973) ;
- le capitaine américain Owen Denis Johnson « Gaël » (1918 - 1993) ;
- le capitaine français Raymond Aubin dit « Alfred » (1909 - 1991) ;
- le lieutenant canadien Marcel Veilleux « Yvello » (1921 - 2004).

### Sports
Le tour de France 2014 passe par Échallon au cours de la 11e étape du Tour de France 2014.

### Héraldique
| Blason de Échallon | Blason  | De gueules, à une échelle de trois couples d'or mise en bande. Armes parlantes.                    |
| Blason de Échallon | Détails | Armorial historique de Bresse, Bugey, Dombes, Pays de Gex, Valromey Par Edmond Révérend du Mesnil. |